# Karate na Letnich Igrzyskach Olimpijskich 2020 – kumite do 61 kg kobiet
Kumite - waga do 61 kg kobiet było jedną z konkurencji rozgrywanych w ramach karate podczas Letnich Igrzysk Olimpijskich 2020. Zawody zostały rozegrane w hali Nippon Budōkan. Było to jedna z konkurencji debiutujących podczas igrzysk w Tokio.

## Terminarz
Wszystkie godziny są podane w czasie tokijskim (UTC+09:00),
| Data            | Godzina |                         |
| --------------- | ------- | ----------------------- |
| 6 sierpnia 2021 | 12:28   | Runda eliminacyjna      |
| 6 sierpnia 2021 | 20:05   | Półfinały               |
| 6 sierpnia 2021 | 20:40   | Pojedynek o złoty medal |

## Format
Zawodniczki zostały podzielone na dwie grupy. W poszczególnych grupach rywalizowano system każdy z każdym. Dwie najlepsze zawodniczki z każdej grupy awansowały do półfinałów. Zwyciężczynie półfinałów walczyły o złoty medal, przegrane otrzymywały brązowe medale.

## Wyniki

### Eliminacje
Grupa A
| Zawodniczka      | Kraj      | Walki | Wygrane | Remis | Przegrane | Punkty | Uwagi |
| ---------------- | --------- | ----- | ------- | ----- | --------- | ------ | ----- |
| Yin Xiaoyan      | Chiny     | 4     | 4       | 0     | 0         | 8      | QF    |
| Merve Çoban      | Turcja    | 4     | 2       | 0     | 2         | 4      | QF    |
| Claudymar Garcés | Wenezuela | 4     | 2       | 0     | 2         | 4      |       |
| Mayumi Someya    | Japonia   | 4     | 1       | 0     | 3         | 2      |       |
| Leïla Heurtault  | Francja   | 4     | 1       | 0     | 3         | 2      |       |

Grupa B
| Zawodniczka      | Kraj    | Walki | Wygrane | Remis | Przegrane | Punkty | Uwagi |
| ---------------- | ------- | ----- | ------- | ----- | --------- | ------ | ----- |
| Jovana Preković  | Serbia  | 4     | 4       | 0     | 0         | 8      | QF    |
| Giana Farouk     | Egipt   | 4     | 3       | 0     | 1         | 6      | QF    |
| Anita Seŕohina   | Ukraina | 4     | 1       | 1     | 2         | 3      |       |
| Alexandra Grande | Peru    | 4     | 1       | 0     | 3         | 2      |       |
| Btissam Sadini   | Maroko  | 4     | 0       | 1     | 3         | 1      |       |

### Finały
|  |          |                 |          |                 |   |       |             |       |
|  | Półfinał | Półfinał        | Półfinał |                 |   | Finał | Finał       | Finał |
|  | Półfinał | Półfinał        | Półfinał |                 |   | Finał | Finał       | Finał |
|  |          |                 |          |                 |   |       |             |       |
|  |          |                 |          |                 |   |       |             |       |
|  | A1       | Yin Xiaoyan     | 1        |                 |   |       |             |       |
|  | A1       | Yin Xiaoyan     | 1        |                 |   |       |             |       |
|  | B2       | Giana Farouk    | 1        |                 |   |       |             |       |
|  | B2       | Giana Farouk    | 1        |                 |   | A1    | Yin Xiaoyan | 0     |
|  |          |                 |          |                 |   | A1    | Yin Xiaoyan | 0     |
|  |          |                 | B1       | Jovana Preković | 0 |       |             |       |
|  | B1       | Jovana Preković | B1       | Jovana Preković | 0 | 2     |             |       |
|  | B1       | Jovana Preković |          |                 |   |       |             |       |
|  | A2       | Merve Çoban     |          |                 |   |       |             |       |
|  | A2       | Merve Çoban     |          |                 |   |       |             |       |
|  |          |                 |          |                 |   |       |             |       |